# Ptolemeusz z Epiru
Ptolemeusz (gr.: Πτολεμαῖος, Ptolemaios) (zm. ok. 234 p.n.e.) – król Epiru od ok. 240 p.n.e. do swej śmierci. Młodszy syn króla Epiru Aleksandra II i królowej Olimpias II, wnuk słynnego Pyrrusa.
Ok. 255 p.n.e., po śmierci ojca, znalazł się wraz ze starszym bratem Pyrrusem II pod opieką matki z powodu swej niepełnoletności. Matka rządziła Epirem jako regentka do uzyskania przez brata wieku męskiego, do ok. 240 p.n.e. Wówczas Pyrrus II objął pełnię władzy nad krajem. Jednak niebawem zmarł w młodym wieku. Ptolemeusz wówczas objął po nim tron Epiru. Panował przez krótko, do ok. r. 234 p.n.e. Nie wiadomo w jaki sposób zmarł, bowiem źródła są rozbieżne w tej kwestii. Justynus (III w.), historyk rzymski, podał, że zachorował i zmarł w czasie, gdym z wojskiem gotowym do walki maszerował na spotkanie z wrogami. Natomiast Poliajnos (II w.), pisarz rzymski, poinformował, że on został zamordowany. Matka Olimpias II będąc w rozpaczy po stracie dwóch synów, niebawem zmarła.
Dat jego panowania nie można ustalić z dużą dokładnością, ale wiadomo, że Ptolemeusz był współczesny Demetriuszowi II, królowi Macedonii. Więc jego panowanie może być umieszczone między 239 a 229 p.n.e. Ptolemeusz nie miał żony ani dzieci. Był ostatnim męskim przedstawicielem dynastii Ajakidów. Ostatnimi przedstawicielkami rodu była jego siostra Ftia, żona Demetriusza II, oraz dwie córki brata Pyrrusa II: Nereida, żona Gelona, oraz Dejdamia, jego następczyni na tronie Epiru.